# シネ・ヌーヴォ
シネ・ヌーヴォ（Cine Nouveau）は、大阪府大阪市西区九条にある映画館（ミニシアター）。大阪市にあるミニシアターとしては第七藝術劇場と比較される。シネ・ヌーヴォ（69席）とシネ・ヌーヴォX（24席）の2スクリーンを有する。

## 歴史
1997年（平成9年）1月18日に「映画新聞」のスタッフであった、景山理（編集発行人）と、江利川憲（編集者）、松井寛子（映画広報プロデューサー）らが中心となり、市民株主として一般の映画ファンが出資し「株式会社ヌーヴォ」を設立。同社が映画館のシネ・ヌーヴォを運営している。開館当時、大阪でミニシアターと呼べる映画館はシネマ・ヴェリテ（ACTシネマ・ヴェリテを経てシネ・ヌーヴォ梅田となるも閉館）など数館しかなく、東京に比べアート系作品の上映数の差は歴然としていた。現在は大阪でもアート系映画を上映する映画館が増えている。
建物そのものの歴史が古く、九条東洋劇場（-1992年）、東洋レックスシネマ（1993年）、ACT活動写真館（1995年-1996年）と、開館と閉館を繰り返してきた。シネ・ヌーヴォ開館にあたり、劇団・維新派が館内の内装を行った。2006年（平成18年）8月には、2階に24席のデジタルシネマ「シネ・ヌーヴォＸ」を開館。ドキュメンタリーや特集上映、独立系映画作家の作品を中心に、より多様な作品を上映することで、大阪の観客の期待に応えることを模索している。
兵庫県宝塚市のシネ・ピピアはシネ・ヌーヴォの姉妹館であり、シネ・ヌーヴォ代表の景山理はシネ・ピピアの支配人を務めている。2008年以降、シネ・ヌーヴォ支配人は、同館アルバイト出身の山崎紀子が務めている。